# Sismo de Pacajus de 1980
Sismo de Pacajus foi um tremor de terra ocorrido por volta da meia noite do dia 20 de novembro de 1980, no estado do Ceará, que registrou magnitude de 5,2 na Escala Richter, sendo considerado o maior terremoto a atingir a região norte e nordeste do país. O Epicentro, apesar do nome do sismo, ocorreu na localidade de Brito, no município de Cascavel, e foi sentido em várias partes do estado, incluindo na capital Fortaleza. Nas proximidades do epicentro, várias casas ficaram danificadas e muitos telhados caíram. Na capital, muitas pessoas, em pânico e sem saber o que estava acontecendo, saíram de suas casas com trajes de dormir e aos gritos. O tremor foi sentido num raio de 600 km de distância, até mesmo em Teresina.

## Danos
O tremor de terra causou muito prejuízo ao município de Pacajus, onde, em muitos locais onde as moradias eram mais frágeis, causaram feridos. A maioria em decorrência de quedas de telhas. Há relatos da morte de uma criança no distrito de Feijão, em Pacajus, mas a informação não aparece em registros oficiais. Os moradores dos locais mais atingidos, assustados, começaram a dormir nos quintais das casas com medo de que outros abalos ocorressem. O tremor também causou incêndios, em decorrência de geladeiras que funcionavam a gás. Famílias que viviam da colheita e venda de castanhas de caju foram as mais afetadas.